# Toaplan
Toaplan és una companyia japonesa creada el 1984 que es dedica al desenvolupament de videojocs. És coneguda pels seus jocs d'arcade, innovadors de l'època, com Tiger Heli, Twin Cobra o Out Zone.

## Llistat de jocs
- Mahjong King / joug Ou (1984)
- Mahjong Mania / Jong Kyou (1985)
- Tiger Heli (1985)
- Guardian / Get Star (1986)
- Slap Fight / Alcon (1986)
- Mahjong Sisters (1986)
- Flying Shark / Hisou Zame / Sky Shark (1987)
- Wardner / Pyros / Wardner No Mori (1987)
- Twin Cobra / Kyukyoku Tiger (1987)
- Rally Bike / Dash Yarou (1988)
- Truxton / Tatsujin (1988)
- Hellfire (1989)
- Twin Hawk / Daisen Pu (1989)
- Zero Wing (1989)
- Demon's World / Horror Story (1989)
- Fire Shark / Same! Same! Same! 1989)
- Out Zone (1990)
- Snow Bros (1990)
- Vimana (1991)
- Pipi & Bibi's / Whoopee! (1992)
- Teki Paki (1992)
- Ghox (1992)
- Dogyuun (1992)
- Truxton 2 / Tatsujin Oh (1992)
- Fix Eight (1992)
- Grind Stormer / V-5 (1993)
- Knuckle Bash (1993)
- Enma Daio (1993)
- Bastugun (1993)
- Snow Bros 2 / Otenki Paradise (1993)
- Power Kick (1993)
- Teki Paki 2 (1993)
- Genkai Chousen Distopia (jamais sorti)